# 石川裕章
石川　裕章（いしかわ ひろあき、1953年2月20日 -）は静岡県清水市（現：静岡市清水区）出身の日本の柔道家。現役時代は95kg級の選手。身長182cm。得意技は内股

## 人物
清水東高校から中央大学に進んだ。1年の時に全日本新人体重別重量級で2位となった。4年の時には世界学生の個人戦軽重量級と団体戦で優勝を飾った。卒業後は日立製作所所属となると、1976年には講道館杯95kg級で新日鉄の岩田久和を破って優勝した。その後、佐久間接骨院に所属を変更すると、1979年の選抜体重別で優勝を果たして世界選手権代表に選ばれた。世界選手権では初戦でベルギーのロベルト・バンドワールに双手刈で効果を取られて敗れると、敗者復活戦を勝ち上がった3位決定戦でも西ドイツのギュンター・ノイロイターに払腰で敗れて5位に終わった。翌年の選抜体重別では決勝で愛知県警の河原月夫に敗れて2位だった。引退後は清水市内で接骨院を経営することになった。また、武道学舎で師範も務めている。

## 主な戦績
- 1971年 -　全日本新人体重別　2位(重量級)
- 1972年 -　全日本学生柔道優勝大会　3位
- 1974年 -　世界学生　個人戦　優勝　団体戦　優勝
- 1976年　- ソ連国際　2位
- 1976年 -　講道館杯　優勝
- 1977年 -　ハンガリー国際　優勝
- 1979年 -　選抜体重別 優勝
- 1979年 -　世界選手権　5位
- 1980年　- 講道館杯　3位
- 1980年　- 選抜体重別　2位

(出典、JudoInside.com)。